# HMS Faulknor (1934)

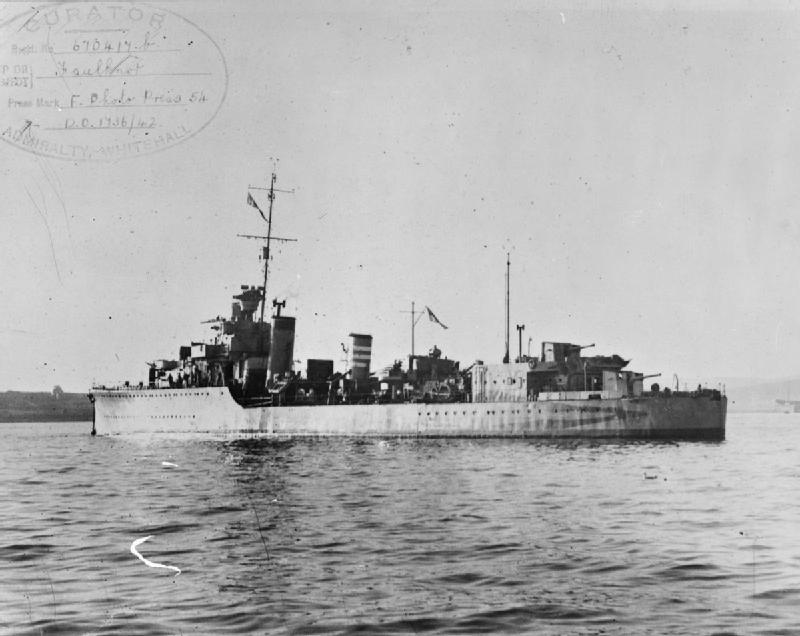

HMS Faulknor – brytyjski niszczyciel typu F z okresu II wojny światowej. 
Zaprojektowany jako lider flotylli niszczycieli, brał udział w wielu ważnych działaniach Royal Navy podczas całej wojny – od kampanii w Norwegii, poprzez walki na Morzu Śródziemnym, bitwę o Atlantyk, wojnę za kręgiem polarnym, inwazję na Sycylię, Włochy, inwazję w Normandii i in.

## Budowa
Okręt został zamówiony w stoczni Yarrow w Scotstoun. Stępkę położono 31 lipca 1933, wodowanie odbyło się 12 czerwca 1934 roku.
Jako lider flotylli został zbudowany według projektu zbliżonego do HMS „Exmouth”, lidera typu E. Pod względem wymiarów przewyższał lekko pozostałe niszczyciele swojego typu. Odznaczał się większą o 91 ton wypornością standardową, wzmocnionym uzbrojeniem w postaci działa 120 mm i załogą zwiększoną ze 145 do 175 członków. W trakcie budowy zrezygnowano z torów minowych.

## Służba

### Okres przedwojenny
HMS „Faulknor” wszedł w skład Royal Navy 24 maja 1935 roku jako okręt przewodzący 4. Flotylli Niszczycieli Home Fleet (przemianowanej później na 8. Flotyllę). Pełnił funkcje reprezentacyjne. Po włoskiej inwazji na Abisynię okręt przydzielono do Mediterranean Fleet z bazą w Aleksandrii. Podczas wojny domowej w Hiszpanii brał udział w tzw. patrolach nieinterwencji u wybrzeży tego kraju. Powrócił do Wielkiej Brytanii na galę morską w Spithead z okazji koronacji Jerzego VI. Przed wybuchem wojny okręt został przebazowany do Scapa Flow.  

### II wojna światowa

#### Początek wojny i kampania norweska
W początkowym okresie wojny HMS „Faulknor” pływał jako eskorta ciężkich okrętów wojennych i prowadził rutynowe patrole przeciwpodwodne. 14 września, ochraniając lotniskowiec HMS „Ark Royal”, wraz z niszczycielami: HMS „Foxhound” i „Firedrake” zatopił za pomocą bomb głębinowych niemiecki okręt podwodny U-39. Był to pierwszy U-Boot zatopiony podczas tej wojny. 19 września okręty 6. i 8. Flotylli Niszczycieli rozpoczęły poszukiwania okrętu podwodnego, który atakował statki rybackie u wybrzeży Hebrydów. Ostatecznie U-27 został zatopiony następnego dnia przez HMS „Fortune” i „Forester”; „Faulknor” wziął udział w operacji ratowania rozbitków. Pod koniec września niszczyciel wraz z innymi jednostkami, w tym krążownikiem liniowym HMS „Hood” i lotniskowcem „Ark Royal”, wyruszyły na pomoc uszkodzonemu przez nieprzyjaciela okrętowi podwodnemu HMS „Spearfish”. Mimo ataków nieprzyjacielskiego lotnictwa, akcja zakończyła się sukcesem.
W kolejnych miesiącach HMS „Faulknor” uczestniczył w eskorcie konwojów z Norwegii, w bezskutecznych próbach przechwycenia niemieckich pancerników i patrolach przeciwpodwodnych. W kwietniu i maju 1940 roku „Faulknor” operował na wodach Narwiku. 4 maja wziął udział w ratowaniu rozbitków z niszczyciela ORP „Grom” zatopionego przez niemiecki samolot, a w kolejnych dniach odpierał ciężkie nieprzyjacielskie naloty. 9 maja okręt powrócił do Scapa Flow.
Po przeprowadzonym w czerwcu remoncie HMS „Faulknor” wraz z cała flotyllą został przebazowany do Gibraltaru i przydzielony do Force H, floty operującej głównie na wodach zachodniej części Morza Śródziemnego.

#### Force H – czerwiec 1940–sierpień 1941
W lipcu 1940 roku HMS „Faulknor” operował jako eskorta ciężkich okrętów, biorących udział w operacji Catapult, tj. próbie zniszczenia francuskiej floty zgromadzonej w bazie w Mers-el-Kébir. Kolejnym zadaniem był udział w konwojach mających za zadanie dostarczanie żołnierzy i wyposażenia na mającą ogromne znaczenie strategiczne Maltę.
11 lipca 1940 roku HMS „Escort” został trafiony torpedą wystrzeloną przez włoski okręt podwodny „Guglielmo Marconi”. Próby ratowania okrętu okazały się nieskuteczne; HMS „Faulknor” i „Forester” podjęły rozbitków. Między sierpniem a październikiem 1040 roku okręt uczestniczył w operacji Menace, nieudanej próbie zdobycie Dakaru pozostającego pod kontrolą rządu Vichy. 22 listopada 1940 roku okręt brał udział w przechwyceniu łamacza blokady „Charles Plumier” należącego do rządu Vichy. Pryz został doprowadzony do Gibraltaru. Operacja Collar, rozpoczęta kilka dni później i mająca na celu doprowadzenie niewielkiego konwoju z zaopatrzeniem dla Malty, doprowadziła do nierozstrzygniętej bitwy koło przylądka Spartivento pomiędzy silnymi siłami włoskimi a brytyjskimi. Okręty nieprzyjaciela pozostawały jednak poza zasięgiem dział i torped niszczycieli alianckich.
W kolejnych miesiącach HMS „Faulknor” pełnił służbę konwojową na wodach wokół Freetown. 8 marca 1941 roku u wybrzeży Wysp Zielonego Przylądka ratował rozbitków z frachtowców: „Harmodius” zatopionego przez U-105, „Hindpool” i „Nardana” – ofiar U-124. Pod koniec marca 1941 roku powrócił do Force H. Uczestniczył w rutynowych zadaniach patrolowych, eskortowych, przeciwpodwodnych i szkoleniowych. 18 czerwca 1941 roku siedemdziesiąt mil morskich na zachód od przylądka Trafalgar niszczyciel nawiązał kontakt azdykowy z okrętem podwodnym. Celnie zrzucone bomby głębinowe zmusiły U-Boota, którym okazał się U-138, do wynurzenia. Do ataku ogniem artyleryjskim dołączyły niszczyciele: HMS „Fearless”, „Forester”, „Foresight” i „Foxhound”. U-138 zatonął niecałą godzinę po pierwotnym wykryciu; uratowano całą jego załogę. 23 czerwca HMS „Faulknor” wraz z: „Fearless”, „Forester”, „Foresight” i „Fury” przechwyciły niemiecki statek zaopatrzeniowy „Alstertor”. Jednostka została samozatopiona, uratowano jednak jego załogę i 78 brytyjskich jeńców wojennych ze statków zatopionych przez niemieckie rajdery.

#### Konwoje arktyczne i atlantyckie – sierpień 1941–czerwiec 1943
Uszkodzenia układu napędowego (być może wynik sabotażu) zdecydowały o odesłaniu HMS „Faulknor” do remontu. W sierpniu 1941 wypłynął jako eskorta konwoju HG 70. Po dotarciu do Wielkiej Brytanii został skierowany do stoczni w Southampton. Okręt został poddany modyfikacjom: zainstalowano radionamiernik Huff-Duff, radar i ulepszone uzbrojenie przeciwlotnicze i przeciwpodwodne; zdemontowano część uzbrojenia artyleryjskiego.  
Okręt powrócił do służby w Scapa Flow w listopadzie. Stanowił element eskorty pancernika HMS „Duke of York”, na pokładzie którego premier Winston Churchill udał się na spotkanie z prezydentem USA Franklinem Rooseveltem. W styczniu 1942 roku niszczyciel wyruszył w swój pierwszy rejs arktyczny jako eskorta połączonych konwojów PQ-9 i PQ-10 płynących do Związku Radzieckiego. Kolejne konwoje to: PQ-12 i PQ-13 w marcu, PQ-14 i PQ-15 w kwietniu, PQ-16 w maju oraz PQ-17 w czerwcu. W lipcu HMS „Faulknor” został skierowany do stoczni w Hull, gdzie zamontowano nowe wyposażenie radarowe oraz zmodernizowano uzbrojenie przeciwlotnicze i torpedowe. We wrześniu – w czasie bitwy o konwój PQ-18 – niszczyciel zatopił U-88. Dalsza służba eskortowa trwała do wiosny 1943 roku: w marcu ogniem artyleryjskim dobił amerykański frachtowiec „Executive”, storpedowany przez U-255 i opuszczony przez załogę.

#### Morze Śródziemne i Egejskie – czerwiec 1943–marzec 1944
W czerwcu 1943 HMS „Faulknor” powrócił w skład 8. Flotylli. 8 lipca przypłynął do Aleksandrii celem wzięcia udziału w operacji Husky, tj. alianckim desancie na Sycylię. Okręt działał na wodach Morza Jońskiego jako osłona ciężkich okrętów. Wraz z innymi niszczycielami wspierał lądowanie wojsk w rejonie Kalabrii (operacja Baytown) i Salerno (operacja Avalanche). Po rozejmie eskortował okręty włoskiej floty w drodze do Aleksandrii, a następnie brał udział w obronie Wysp Egejskich przed niemiecką inwazją. Transportował wówczas żołnierzy na Leros, zatopił liczne jednostki handlowe i desantowe, prowadził ostrzał artyleryjski celów lądowych itd.
W grudniu niszczyciel prowadził działania na zachodnim wybrzeżu Włoch, eskortując transportowce wojska i wspierając ogniem żołnierzy No. 9 Commando podczas desantu na północ od Garigliano (operacja Partridge). W styczniu 1944 roku uczestniczył w lądowaniu pod Anzio (operacja Shingle), a następnie wykonywał zadania eskortowe i patrolowe.

#### Normandia i Kanał La Manche – kwiecień 1944–maj 1945
W kwietniu 1944 roku HMS „Faulknor” powrócił do Scapa Flow celem przygotowań do wzięcia udziału w lądowaniu w Normandii (operacja Neptune). Rankiem 6 czerwca okręt rozpoczął wsparcie artyleryjskie lądowania na plaży Juno, by powrócić do Portsmouth celem uzupełnienia amunicji. Następnego dnia przetransportował przez Kanał Bernarda Montgomery'ego, głównodowodzącego sił lądowych podczas inwazji. W kolejnych dniach niszczyciel pełni funkcje patrolowe, osłony przeciwlotniczej i transportowe.
W lipcu okręt udał się do Grimsby na niezbędne naprawy, by od września powrócić do rutynowej służby na wodach południowo-zachodnich wybrzeży Wielkiej Brytanii. 8 maja 1945 roku HMS „Faulknor” przyjął kapitulację niemieckiego garnizonu w Saint Peter Port na wyspie Guernsey, a 17 września eskortował 6 niemieckich trałowców i dwa okręty patrolowe do brytyjskiego portu. 6 czerwca niszczyciel towarzyszył krążownikowi HMS „Jamaica”, na którego pokładzie król Jerzy VI udawał się na wizytę na Wyspach Normandzkich.

### Okres powojenny
W lipcu 1945 roku HMS „Faulknor” przeniesiony został do rezerwy; 25 lipca został wycofany. Sprzedany na złom w styczniu 1946, złomowany w kolejnych miesiącach.